# 福塔莱萨-诺盖拉斯
福塔莱萨-诺盖拉斯是巴西马拉尼昂州的一个市镇。总面积1664.058平方公里，总人口11253人，人口密度6.8人/平方公里。